# Cadence
Cadence és una pel·lícula estatunidenca dirigida per Martin Sheen el 1990.

## Argument
Franklin Bean acaba de perdre el seu pare, amb el qual ja no tenia molta relació; s'emborratxa per a l'ocasió i es baralla amb un policia militar, cosa que li suposa ser empresonat en un batalló disciplinari, on un sergent té uns mètodes de redreçament primaris. L'enfrontament entre els dos se situa en un fons de relacions entre negres i blancs en l'exèrcit estatunidenc.

## Comentaris
El desenvolupament de la relació de paternitat entre el sergent en cap i el simple soldat és encara més destacable en la mesura que els actors que la interpreten són efectivament pare i fill.

## Repartiment
- Charlie Sheen: Soldat Franklin Fairchild Bean
- Martin Sheen: Sergent en cap Otis V. McKinney
- Laurence Fishburne: Roosevelt Stokes
- Blu Mankuma: Eugene "Spoonman" Bryce
- Michael Beach: Edward James Webb
- Harry Stewart: Harry "Sweetbread" Crane
- John Toles-Bey: Andrew Lawrence
- James Marshall: Caporal Harold Lamar
- Emilio Estévez: Caporal Gerald Gessner
- Don S. Davis: Haig